# Lill-Grössjön (Graninge socken, Ångermanland)
Lill-Grössjön är en sjö i Kramfors kommun och Sollefteå kommun i Ångermanland och ingår i Ångermanälvens huvudavrinningsområde. Sjön är 13,5 meter djup, har en yta på 0,229 kvadratkilometer och är belägen 296,3 meter över havet. Sjön avvattnas av vattendraget Grössjöån.

## Delavrinningsområde
Lill-Grössjön ingår i det delavrinningsområde (698994-157119) som SMHI kallar för Utloppet av Lill-Grössjön. Medelhöjden är 325 meter över havet och ytan är 1,73 kvadratkilometer. Det finns inga avrinningsområden uppströms utan avrinningsområdet är högsta punkten. Grössjöån som avvattnar avrinningsområdet har biflödesordning 4, vilket innebär att vattnet flödar genom totalt 4 vattendrag innan det når havet efter 107 kilometer. Avrinningsområdet består mestadels av skog (77 procent). Avrinningsområdet har 0,23 kvadratkilometer vattenytor vilket ger det en sjöprocent på 13,1 procent.